# John Correia-Afonso
John Correia-Afonso, né le 15 juillet 1924 à Benaulim, Goa (Inde), et mort le 7 novembre 2005 à Bombay, est un prêtre jésuite indien, historien de l'Inde portugaise et écrivain. Il occupa d’importantes positions dans le gouvernement de la Compagnie de Jésus.

## Biographie

### Jeunesse et formation
Fils du professeur Francisco Correia-Afonso et de Luzia de Heredia John Correia-Afonso est né le 15 juillet 1924 à Benaulim, sur l’île de Salcete, à Goa, alors dans l’Inde portugaise. Sa première éducation se fait en portugais, à Benaulim même. Il passe à l’anglais lorsqu’il étudie au collège Saint-Xavier de Bombay et obtient son baccalauréat et ‘maitrise’ ès Arts (avec Histoire et Économie) de l’Université de Bombay. Brillant étudiant il obtient le 'prix Wedderburn' et une 'bourse d’études Sir Pherozeshah Mehta'.
Correia-Afonso entre dans la Compagnie de Jésus en 1946. Après son noviciat il étudie la philosophie au scolasticat de Sant Cugat del Vallès, en Espagne, et la théologie à Boston College, au Massachusetts (États-Unis). Il y est ordonné prêtre le 25 juillet 1957.

### Carrière
De retour en Inde Correia-Afonso est ‘Principal’ des facultés universitaires Saint-Xavier et Provincial des Jésuites de Bombay (1963-1967). Il enseigne également à Dharwad. 
Il est appelé à Rome en 1967 pour y être le secrétaire général de la Compagnie de Jésus (1967-1970) et immédiatement après ‘Assistant’ du père Pedro Arrupe, Supérieur général, pour les questions concernant l’Inde et l’Asie du sud (1970-1975).  
A Bombay en 1975 il est de nouveau Principal des facultés Saint-Xavier et directeur du ‘Heras Institute’, un centre de recherche sur l’histoire et la culture de l’Inde ancienne. 
John Correi-Afonso fut membre de la ‘Royal Asiatic Society’, de l’History Academy of Portugal’, de l’Indian Historical Records Commission’, de l’Association for Asian Studies’ et d’autres sociétés savantes. 
En 1976 le retour d’un gouvernement démocratique au Portugal permet des relations normales entre l’Inde et le Portugal (qui n’avait pas accepté l’annexion de Goa). Correia-Afonso inaugure alors une série de séminaires pour la promotion et meilleure connaissance de l’histoire Indo-portugaise. Le premier se réunit à Goa. D’autres suivent à un rythme tri-annuel, à Lisbonne, Goa, Macao, Angra et Bahia (Brésil).  
En reconnaissance pour les services rendus dans le domaine de l’histoire indo-portugaise il reçoit en 1994, des mains de président du Portugal Mario Soares en visite officielle en Inde, l’ordre de l’Infant Henri le Navigateur’.
Le père John Correia-Afonso meurt à Bombay le 7 novembre 2005. Il a 81 ans.

## Écrits
Sans compter de nombreux articles dans différentes revues portugaises et indiennes d’histoire, les écrits plus importants de John Correia-Afonso sont :
- Jesuit Letters and Indian History (1542-1773), Bombay, 1955 (2d éd.:1969).
- Even unto the Indies; Ignatius of Loyola and the Indian Missions, Bombay, Messenger of the Sacred-Heart, 1956, 101p.
- The soul of Modern India; an essay, Bombay, Heras Institute of Indian History and Culture, 1960, 87p.
- Henry Heras, the Scholar and his Work, Bombay, 1976.
- The Jesuits and the fall of Bassein, dans Indica, 1978 (vol.1978), pp.107-120.
- Letters from the Mughal Court, Bombay,1980.
- Intrepid Itinerant: Manuel Godinho and his journey from India to Portugal, Bombay, 1990.
- The Ignatian Vision of India, Anand, Gujarat Sahitya Prakash, 1991.
- The second Jesuit Mission to Akbar (1591), dans Indica, 1991 (vol.28), pp.73-93.
- Jesuit Theatre in Sixteenth-Century Goa, dans Indica, 1999 (vol.30), pp.63-68.
- The Jesuits in India (1542-1773), Bombay, Heras Institute of Indian History, 1997, 284p.